# Гезен
Гезен (њем. Gösen) општина је у њемачкој савезној држави Тирингија. Једно је од 93 општинска средишта округа Зале-Холцланд. Према процјени из 2010. у општини је живјело 209 становника. Посједује регионалну шифру (AGS) 16074025.

## Географски и демографски подаци
Гезен се налази у савезној држави Тирингија у округу Зале-Холцланд. Општина се налази на надморској висини од 321 метра. Површина општине износи 3,1 km². У самом мјесту је, према процјени из 2010. године, живјело 209 становника. Просјечна густина становништва износи 67 становника/km².

## Међународна сарадња
| Мјесто | Држава    | Врста сарадње | Од    |
| ------ | --------- | ------------- | ----- |
|        | Француска | партнерство   | 1990. |
| Извор  |           |               |       |